# Atarba (Atarba) microphallus
Atarba (Atarba) microphallus is een tweevleugelige uit de familie steltmuggen (Limoniidae). De soort komt voor in het Neotropisch gebied.